# 航跡雲的彼方
《航跡雲的彼方》又名「飛機雲的彼端」，是一款由FLAT於2014年3月28日發售的18禁戀愛冒險遊戲。
並由萌APP在2016年分別於Android、iOS平台發布全年齡向版本。

## 遊戲運作
《航跡雲的彼方》是成人戀愛冒險遊戲。玩家在玩《航跡雲的彼方》的時候主要是觀看和聆聽故事情節的發展，不過在部分預設的段落中玩家須藉由點擊的方式選擇行為選項，而這些選擇將會影響之後的人物的行動或者是反應。遊戲藉由這些相互連接的劇情分歧點而組織成多條故事路線，而遊戲的選項便會影響玩家所挑選的故事劇情內容，包含會出現玩家操控的角色和遊戲人物之間的色情場景，並且進入不同的結局。

## 故事
「航跡雲的尾端」，這幅因主角比賽入選而放在美術室的一幅畫，成為了這故事的開端。堪稱男學園生都愛慕的學生會長-佐藤里沙，三不五時就會到美術室欣賞這幅畫。里沙喜歡這幅畫中的那個天空，她想要知道畫出這幅畫的人，到底是抱持著什麼樣的心情完成這幅畫作的。里沙逐漸被主角吸引，之後找上了主角而向他告白，但他卻拒絕了。
後來，一位才色兼備的校園風雲人物-美汐瑛莉，因得知主角甩了學生會長而對他大感興趣，還邀他加入自己所屬的社團-天體觀測部。在加入社團後，男主角得知了關於美汐驚人的事實，也和她做了約定，保證會讓美汐喜歡上自己，但是只要她愛上了主角，主角就要甩了她。

## 登場人物

### 主要角色
廣崎康司
在小時候就喜歡上了幼時玩伴，但因父親再婚而和她成了兄妹關係，所以不得不把這段戀情深藏心中。偶爾會在畫中表露出這份心情，卻被里沙在放在畫室內的作品「ひこーき雲の終わり」隱隱約約的注意到了。由於亡母是料理研究家，所以有著全家第一的料理功力。
基本上是個忠於欲望的青年，曾在與其他好友的脫衣打賭中發揮強大的遊戲功力。
廣崎美奈（聲優：秋野花）
身高：155cm / 生日：4月1日 / 三圍：B75/W54/H82 / 血型：O型
為男主角的兒時玩伴，也是他的初戀對象。後來因為男主角的父親再婚而和康司變成了義兄妹。言行舉止有些幼稚，成績卻意外地好。料理能力非常糟糕，幾乎都會吃壞肚子，還得向父母發誓不會再觸動火災警報器。是個相當依賴哥哥的妹妹，對男主角似乎不太有男性意識，常在叫男主角起床時鑽入他被窩裡同睡。運動神經的等級和料理一樣糟糕。
美汐瑛莉（聲優：桃井莓）
身高：161cm / 生日：8月27日 / 三圍：B88/W58/H86 / 血型：B型
跟男主角同一個班的女孩子，本作第一女主角。魔鬼身材、文武雙全、善於交際的校內人氣者，擔任天體觀測部的部長。雖然是全校人人羨慕的才女，私底下卻對這些能輕易做到的事情感到厭煩，而研究起唯一自己無法理解的事物─戀愛。為此，她以她所建立的社團「天體觀測部」作為掩護，在校園內架起散布各處的監視器，開始監視起校內的男女交往情形，甚至給予她感興趣的情侶們一些「試鍊」。
羽川原伊呂波（聲優：上原あおい）
身高：152cm / 生日：12月12日 / 三圍：B82/W54/H80 / 血型：AB型
天體觀測部的社員，在校園內有著「神秘的伊呂波」的暱稱。無口、對他人漠不關心。因為家庭因素，就算是假日，也幾乎都待在學校。很喜歡可愛物品，因為很喜歡男主角便當常附上的小旗而和他認識。
佐藤里沙（聲優：藤森雪奈）
身高：157cm / 生日：11月23日 / 三圍：B83/W55/H84 / 血型：A型
溫柔婉約的學生會長。擁有敏銳的觀察能力，能看出主角在畫中隱藏的心情。即使告白被男主角所拒，她仍關心著他。
綾麗華（聲優：松田理沙）
美奈的朋友，有錢人家的千金大小姐。相當排斥異性，只有在面對主角時能正常地進行對話和互動。

### 其他角色
戶井潤（聲優：藍川珪）
瑛莉自幼年時期的好友，也是天體觀測部的一員。
坂口哲彌（聲優：陸奥出流）
男主角的朋友。
奈奈丸卷子（聲優：川島梨乃）
里沙自幼年時期的好友，學生會副會長。
埠島杏（聲優：小倉結衣）
羽毛球社的社長。
生山高江（聲優：結衣菜）
杏的朋友。
樂埼散（聲優：佐倉江美）
杏的朋友。

## 製作團隊
- 原畫、角色設計 - 布丁[5]
- 腳本 - 榊傘（日语：さかき傘）[6]

## 主題曲
開頭主題曲「恋の予感」
作曲、編曲 - Team-OZ / 作詞 - 寺月恭一 / 歌 - 真崎繪里香
片尾主題曲「ひこうき雲の向こう側へ」
作曲、編曲 - 二村學 / 作詞 - Team-OZ / 歌 - 真崎繪里香

## 外部連結
- FLAT Official Web Site （页面存档备份，存于）（日語）
- APP版官方網站 （页面存档备份，存于）（日語）